# Zapole (leśniczówka)
Zapole – dawna leśniczówka. Tereny na których była położona, leżą obecnie na Białorusi, w obwodzie witebskim, w rejonie brasławskim, w sielsowiecie Druja.

## Historia
W latach 1921–1945 leśniczówka leżała w Polsce, w województwie nowogródzkim (od 1926 w województwie wileńskim), w powiecie brasławskim, w gminie Słobódka.
W 1931 w 2 domach zamieszkiwało 12 osób.
Wierni należeli  do parafii rzymskokatolickiej w Słobódce i prawosławnej w m. Kirylino. Miejscowość podlegała pod Sąd Grodzki w Brasławiu i Okręgowy w Wilnie; właściwy urząd pocztowy mieścił się w Drujsku.